# 深見義一
深見 義一（ふかみ ぎいち、1899年4月1日 - 1972年12月7日）は日本の経営学者、商業学者。一橋大学名誉教授。
マーケティング、小売政策、通信販売、切符制度研究等の先駆者とされる。
第1回日本商業学会賞受賞。元社団法人流通問題研究協会会長。

## 人物・経歴
東京商科大学（現一橋大学）附属商学専門部卒業後、名古屋高等商業学校（現在の名古屋大学大学院経済学研究科・経済学部）で教鞭をとったのち、東京商科大本科に入学し、1929年に同大学学部卒業。首席卒業生総代。同期に高橋泰蔵一橋大学名誉教授がいる。
大学で内池廉吉に師事し、内池の「市場論」を継ぐ。語学に堪能で、英語、フランス語、イタリア語、ラテン語、ギリシャ語に通じ、大学を卒業した1929年から1935年までアメリカ合衆国、ドイツ、イタリアに留学した。
帰国後、アメリカのマーケティングや、ドイツの小売政策、通信販売、切符制度の研究を行い、いずれも日本における先駆的研究となった。
1942年から東京商科大で「配給論」としてマーケティングを講ず。一橋大学商学部学部長等を経て、1962年一橋大学教授を定年退官し、兼任教授を務めていた成城大学経済学部の教授に就任。
1963年から社団法人流通問題研究協会会長。1972年成城大学定年退職。
著書『書業学』により第1回日本商業学会賞受賞。1971年、勲三等瑞宝章を受章。門下に、日本マーケティング学会を設立した田内幸一一橋大名誉教授などがいる。
1972年12月7日、狭心症のため東京都渋谷区にあった自宅にて死去。